# Jacques Danka Longa
Jacques Danka Longa (ur. 26 lipca 1961 w Sokodé) – togijski duchowny katolicki, biskup Kary od 2009.

## Życiorys

### Prezbiterat
Święcenia kapłańskie otrzymał 25 stycznia 1992 i został inkardynowany do diecezji Sokodé (od 1994 był prezbiterem nowo powstałej diecezji Kara). Był m.in. ojcem duchownym seminarium propedeutycznego w Kpalimé, dyrektorem politechniki w Niamtougou oraz rektorem seminarium w Lomé.

### Episkopat
23 kwietnia 2008 papież Benedykt XVI mianował go biskupem koadiutorem diecezji Kara. Sakry biskupiej udzielił mu 26 lipca 2008 nuncjusz apostolski w Togo – arcybiskup Michael Blume. Rządy w diecezji objął 7 stycznia 2009, po przejściu na emeryturę poprzednika.